# Karl Millöcker
Karl Millöcker (ponegdje i Carl Joseph Millöcker) (Beč, 29. travnja 1842. – Baden pokraj Beča, 31. prosinca 1899.), bio je austrijski skladatelj.

## Životopis
Jedan je od utemeljitelja klasične bečke operete. Skladao je i klavirske valcere i plesove, te izdavao mjesečnik "Musikalische Presse" sa zanimljivim klavirskim djelima i književnim prilogom.

## Djela

### Operete
- "Gasparone"
- "Đak prosjak"
- "Jadni Jonathan"

## Vanjske poveznice
- Operetten-Lexikon.info – Karl Millöcker (1842-1899) (njem.)
- Deutsche Biographie.de – Millöcker, Carl (njem.)
- Klassika.info – Karl Millöcker (1842-1899): Werke sortiert nach Musikgattung (njem.) (popis djela)
- IMDb: Karl Millöcker (1842-1899)